# Peña Bolística Renedo
La Peña Bolística Renedo, de Renedo de Piélagos, fue fundada en 1983. Si bien aún no ha logrado ningún campeonato de la Liga Nacional de Bolos (ha sido subcampeona en 4 ocasiones), si que ha logrado varios títulos de Copa, estableciéndose en los últimos años como una alternativa a las dos grandes, Puertas Roper y Borbolla Villa de Noja.

## Historia
La peña tuvo unos comienzos humildes en las categorías inferiores de la liga, pero ya en la primera mitad de los 90 se estableció como una de las peñas habituales de la segunda categoría nacional. El título liguero en esta categoría logrado en 1997 le abrió las puertas de la Liga Nacional, en la que pronto obtuvo buenos resultados (3 subcampeonatos en sus cuatro primeras temporadas). La peña siempre se ha mantenido en el máximo nivel desde entonces.

## Palmarés
- Campeón de la Copa Federación Española de Bolos (3): 1999, 2000 y 2006.
- Campeón de la Copa Presidente de Cantabria (1): 2005.
- Subcampeón de la Liga Nacional de Bolos (4): 1999, 2000, 2001 y 2006.
- Subcampeón de la Copa FEB (1): 2007.
- Subcampeón de la Copa Presidente (1): 2003.
- Campeón de Primera (1): 1997.
- Campeón de Segunda Especial (1): 1991.
- Subcampeón de Segunda Especial (1): 1996.
- Campeón de Segunda (1): 1989.

- Datos: Q6073839